# Anatoliella
Anatoliella es un género de foraminífero bentónico de la subfamilia Pernerininae, de la familia Ataxophragmiidae, de la superfamilia Ataxophragmioidea, del suborden Ataxophragmiina y del orden Loftusiida. Su especie tipo es Anatoliella ozalpiensis. Su rango cronoestratigráfico abarca el Thanetiense (Paleoceno superior).

## Discusión
Clasificaciones previas incluían Anatoliella en la subfamilia Ataxophragmiinae, así como en el suborden Textulariina del orden Textulariida o en el orden Lituolida.

## Clasificación
Anatoliella incluye a la siguiente especie:
- Anatoliella ozalpiensis